# Tallgrass Prairie National Preserve
Das Tallgrass Prairie National Preserve ist ein US-amerikanisches National Preserve (nationales Schutzgebiet) in den Flint Hills in Kansas, nördlich von Strong City. Das Schutzgebiet schützt einen bedeutenden Teil der einst weitläufigen Hochgrasprärie. Von den 1.000.000 km² Hochgrasprärie, die ursprünglich den nordamerikanischen Kontinent bedeckte, sind weniger als 4 % erhalten geblieben, davon hauptsächlich in den Flint Hills.

## Beschreibung

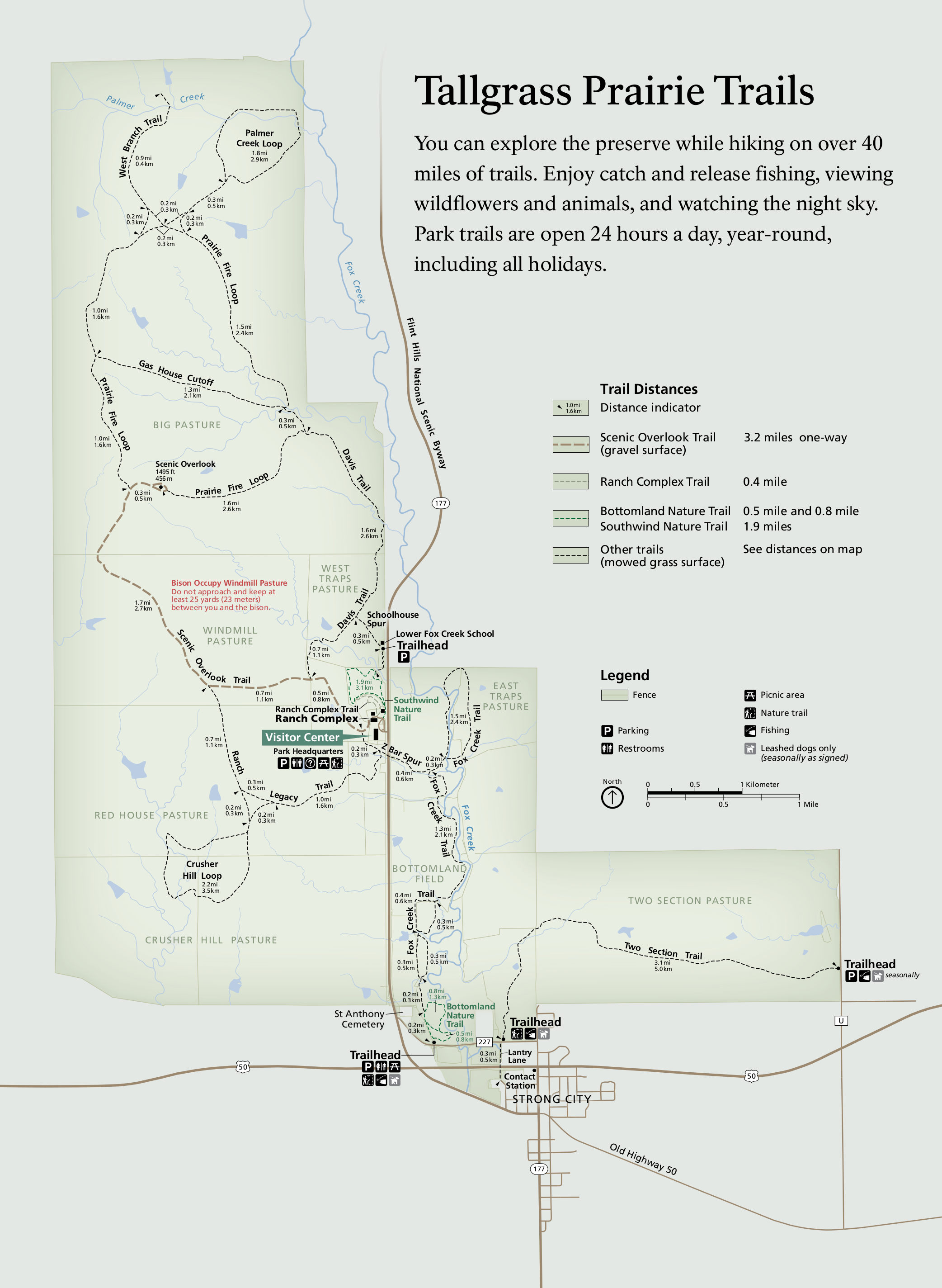
Karte des Gebiets vom National Park Service

Der National Park Service und The Nature Conservancy arbeiten an der Erhaltung der Tallgrass-Prärie, während sie die Geschichte der Rinderhaltung, die Geschichte der Indianer und das Ökosystem der Hochgrasprärie in den Flint Hills vermitteln.
Es gibt über 60 km gepflegte Wanderwege im Schutzgebiet, die den Besuchern den Zugang zur Tallgrass-Prärie ermöglichen. Im Jahr 2020 konnte das Tallgrass Prairie National Preserve 29.009 Besucher verzeichnen, im Zeitraum 2010 bis 2020 waren es durchschnittlich 25.090 Besucher pro Jahr.

## Geschichte

### Vor der Einrichtung des Schutzgebiets
Die Entwicklung der Spring Hill Ranch begann 1878 mit dem Erwerb von Land in den Flint Hills durch Stephen F. Jones, einem aus Tennessee stammenden Rinderfarmer. Er stellte den Hauptsitz der Ranch 1881 fertig und war einer der ersten, der in der Region die umzäunte Viehhaltung einführte, bei der die Bewegungen des Viehs durch Steinmauern, Zäune oder Stacheldraht begrenzt wurden. Im Laufe der Jahre, die auf seinen ursprünglichen Kauf folgten, erweiterte Jones die Ranch auf eine Größe von etwa 2800 Hektar. Das Ranchhaus im Second Empire-Stil wurde 1881 für Jones gebaut und kostete schätzungsweise 25.000 Dollar. Jones war auch für den Bau der Lower Fox Creek School verantwortlich, die auf dem von ihm gestifteten Land errichtet wurde. Jones nutzte die Ranch, um Herden von Rindern verschiedener Rassen sowie einige Rassen von Schweinen und Schafen zu züchten. Er verkaufte die Ranch im Jahr 1888 an Barney Lantry.
Die Familie von Lantry behielt die Ranch bis 1904 und züchtete hauptsächlich Rinder. Spring Hill, der Kern ihres Besitzes, wurde schließlich in kleinere Parzellen aufgeteilt. Es wurde in einer Reihe von Käufen wieder zusammengefügt, die 1935 von George Davis, einem Getreidehändler aus Kansas City, durchgeführt wurden. Nach Davis’ Tod im Jahr 1955 wurde das Anwesen schließlich in ein Trust eingebracht und als Z-Bar Ranch betrieben.
Das historische Interesse an dem Anwesen begann in den 1960er Jahren, als lokale Gruppen die Restaurierung der Lower Fox Creek School organisierten. Der Ranch-Komplex wurde 1971 in das National Register of Historic Places aufgenommen, eine der ersten Eintragungen in diesem Bundesstaat. Die National Audubon Society erlangte 1988 eine Kaufoption für das Anwesen, die jedoch 1990 auslief. Das weckte ein breiteres Interesse an dem Anwesen, was schließlich zum Erwerb durch den National Park Trust führte. Das gesamte Ranchgelände wurde 1997 zum National Historic Landmark District erklärt.

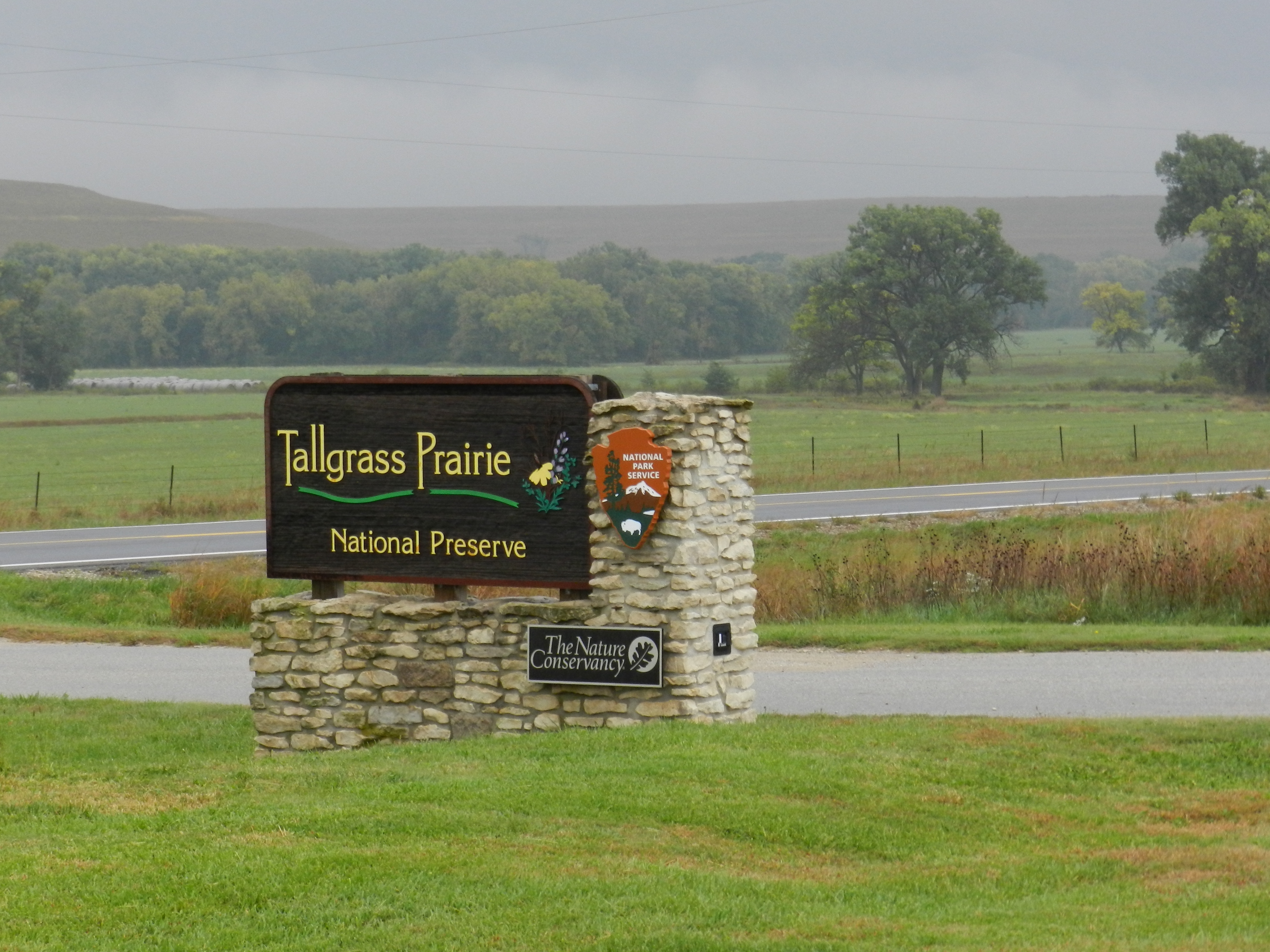
Eingangsschild
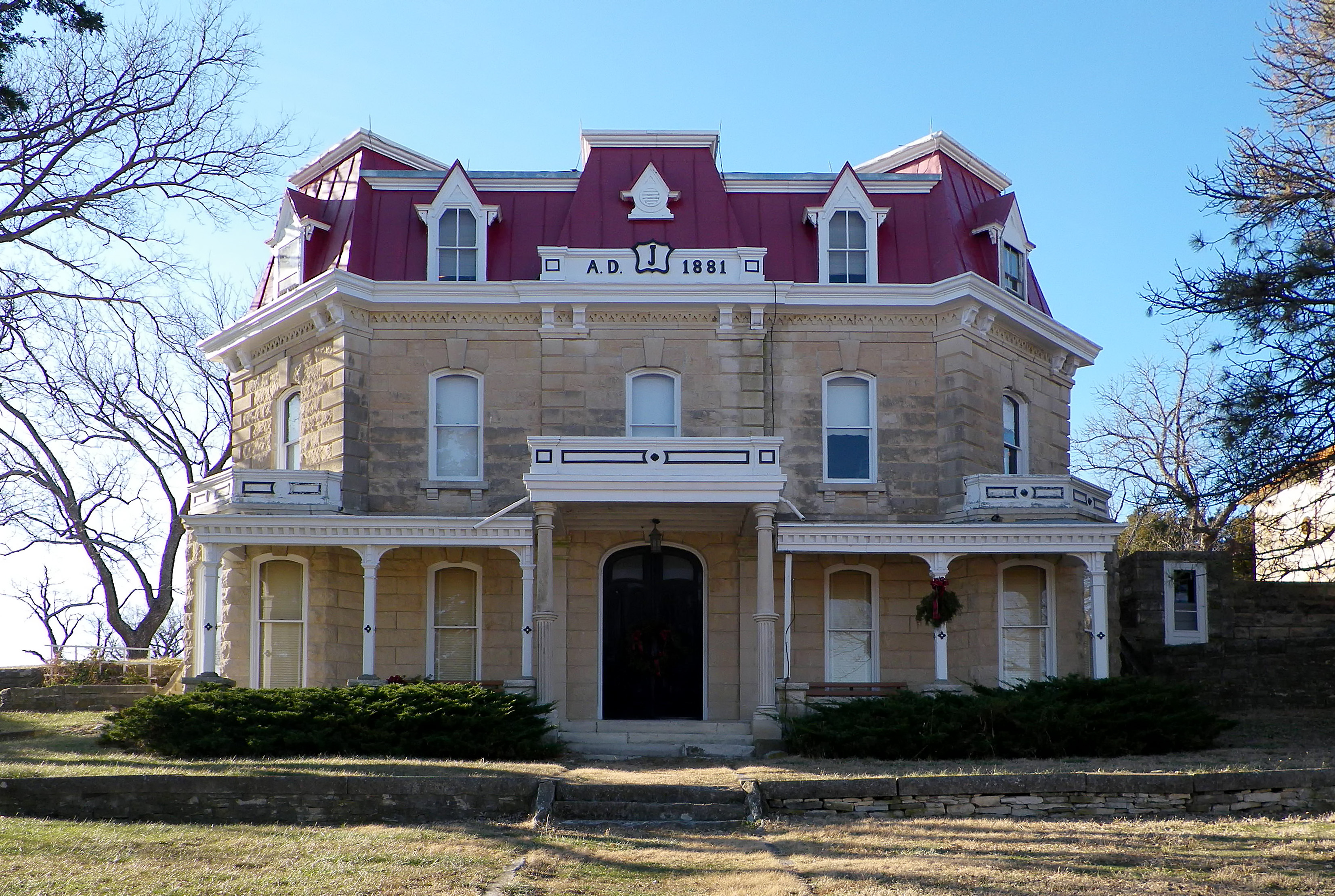
Spring Hill Ranch
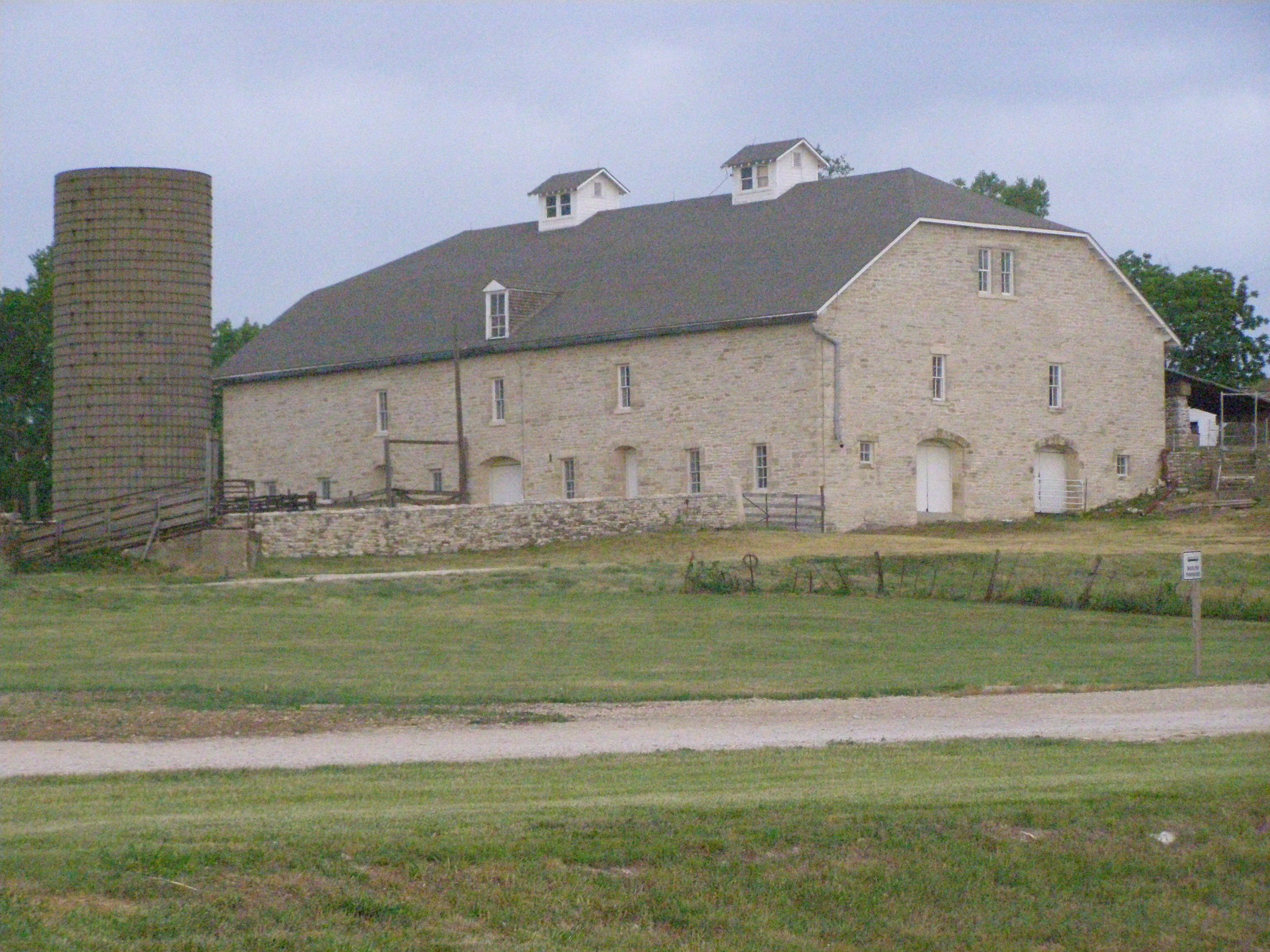
Historische Scheune
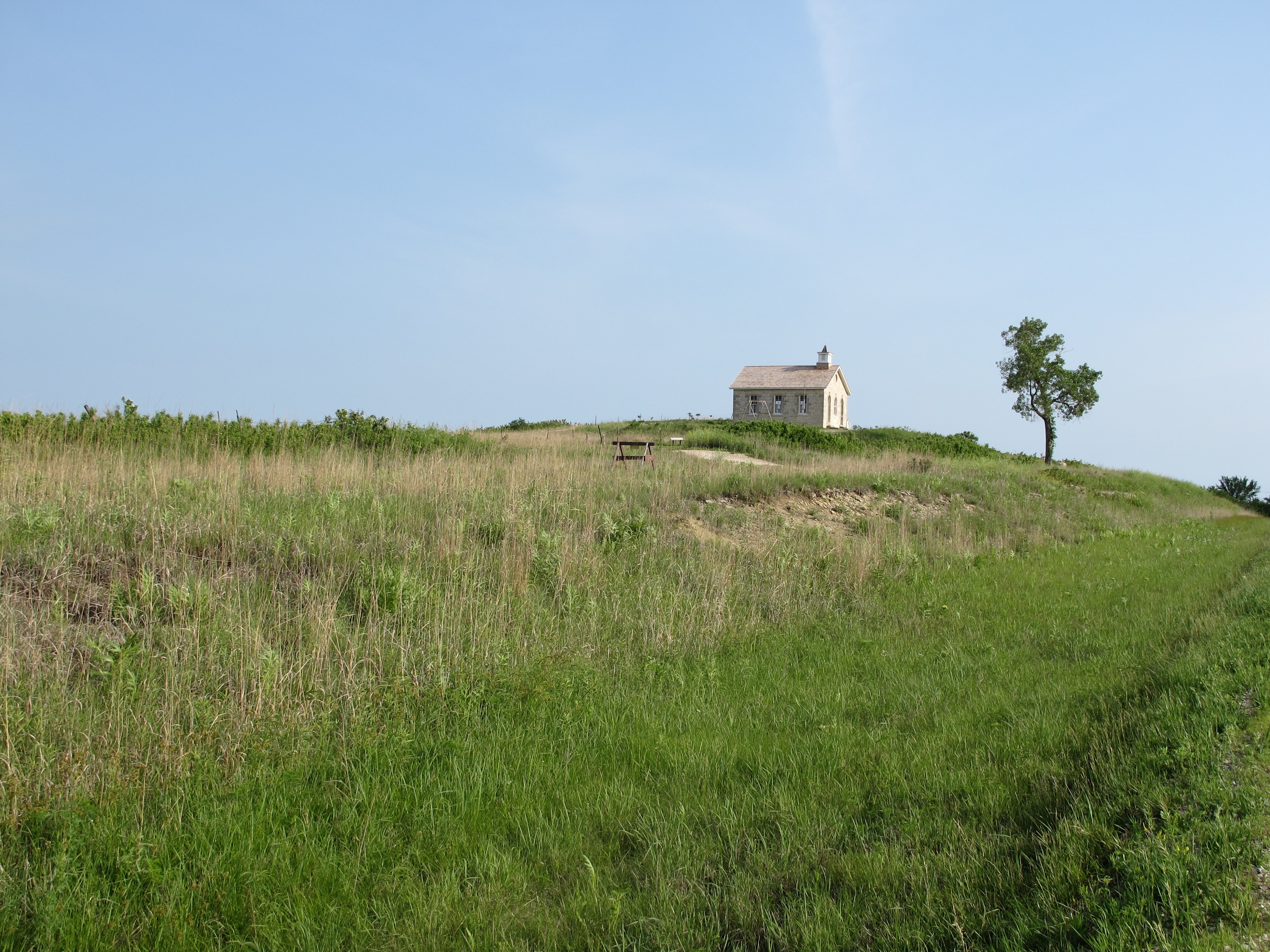
Lower Fox Creek School
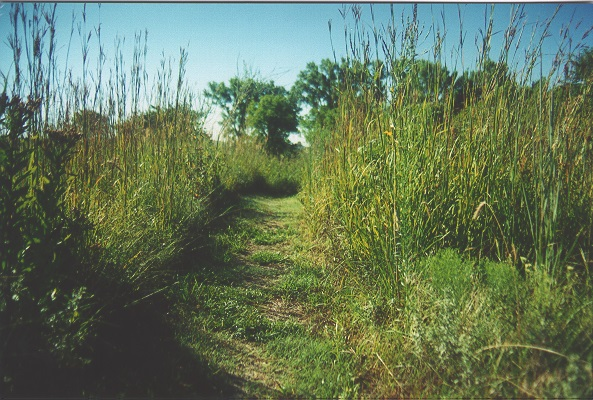
Weg durch Präriegras

### Nach der Einrichtung des Schutzgebiets
1994 brachten die Senatoren Nancy Kassebaum und Bob Dole einen Gesetzesentwurf in den Kongress ein, der es der Bundesregierung erlauben würde, ein National Preserve im Rahmen einer öffentlich-privaten Partnerschaft zu schaffen. Der Gesetzentwurf begrenzte das Eigentum des National Park Service auf maximal 73 ha des Schutzgebietes, der Rest gehörte dem National Park Trust, beide sollten den neuen Park gemeinsam verwalten. Am 12. November 1996 wurde der Gesetzentwurf veröffentlicht und später festgeschrieben.
Am 20. September 2002 stiftete der National Park Trust dem National Park Service ca. 13 ha, einschließlich des historischen Ranchhauses von 1881, der Kalksteinscheune und Nebengebäude sowie des einräumigen Schulhauses. Der National Park Trust arbeitete von 1996 bis 2005 mit dem National Park Service an der Planung und Entwicklung des Parks.
Obwohl der National Park Trust in der Verordnung genannt wurde, erlaubte das Gesetz, dass das Land in den Besitz von gemeinnützigen Nachfolgeorganisationen übergeht und die Beziehung zwischen öffentlichem und privatem Eigentum und Management fortgesetzt wird. So verkaufte der National Park Trust im Jahr 2005 seine ca. 4396 ha an The Nature Conservancy, eine gemeinnützige Naturschutzorganisation.
Im Jahr 2009 setzte The Nature Conservancy eine kleine Bisonherde im Tallgrass Prairie National Preserve aus, die sich seitdem vergrößert hat. Üblicherweise wird jedes Jahr ein Drittel der Präriegrasflächen niedergebrannt, um das natürliche Graswachstum zu erhalten.
Am 16. November 2020 gab die United States Mint im Zuge der Münzserie America the Beautiful Quarters eine Gedenkmünze für das Tallgrass Prairie National Preserve heraus. Die Serie enthält für jeden Bundesstaat eine Vierteldollar-Münze mit dem Motiv eines Nationalparks oder anderen wegen ihrer Natur oder historischen Bedeutung herausragenden Stätten. Die Münze für Kansas zeigt einen Schmetterling der Art Speyeria idalia mit den Präriegräsern Big Bluestem (Andropogon gerardi) und Indiangrass (Sorghastrum nutans) im Tallgrass Prairie National Preserve.